# Đội tuyển bóng đá quốc gia Montserrat
Đội tuyển bóng đá quốc gia Montserrat là đội tuyển cấp quốc gia của Montserrat do Hiệp hội bóng đá Montserrat quản lý.                Montserrat đã từng được Liên đoàn Bóng đá Thế giới FIFA tặng danh hiệu "Đội bóng yếu nhất thế giới" vào năm 2012.

## Thành tích tại giải vô địch thế giới
- 1930 đến 1998 - Không tham dự
- 2002 đến 2022 - Không vượt qua vòng loại

## Cúp Vàng CONCACAF
- 1991 - Không vượt qua vòng loại
- 1993 - Không tham dự
- 1996 - Không vượt qua vòng loại
- 1998 - Không tham dự
- 2000 đến 2002 - Không vượt qua vòng loại
- 2003 - Bỏ cuộc
- 2005 - Không vượt qua vòng loại
- 2007 đến 2009 - Không tham dự
- 2011 đến 2017 - Không vượt qua vòng loại

## Đội hình
Đây là đội hình tham dự tham dự vòng loại World Cup 2022 gặp  Quần đảo Virgin thuộc Mỹ và Grenada vào tháng 6 năm 2021.
Tính đến ngày 2 tháng 6 năm 2021.
| Số | VT | Cầu thủ                  | Ngày sinh (tuổi)  | Trận | Bàn | Câu lạc bộ           |
| -- | -- | ------------------------ | ----------------- | ---- | --- | -------------------- |
| 1  | TM | Corrin Brooks-Meade      | 19 tháng 3, 1988  | 14   | 0   | Oroklini-Troulloi    |
| 21 | TM | Nic Taylor               | 6 tháng 4, 1991   | 3    | 0   | Erith Town           |
| 13 | TM | Kymani Nelson            | 4 tháng 3, 2004   | 0    | 0   | Enfield Town         |
|    |    |                          |                   |      |     |                      |
| 23 | HV | Dean Mason               | 28 tháng 2, 1989  | 16   | 0   | Unattached           |
| 5  | HV | Joey Taylor              | 18 tháng 8, 1997  | 13   | 1   | Sevenoaks Town       |
| 22 | HV | Craig Braham-Barrett     | 1 tháng 9, 1988   | 13   | 0   | Dartford             |
| 19 | HV | Nathan Pond              | 5 tháng 1, 1985   | 6    | 2   | AFC Fylde            |
| 15 | HV | Marshall Willock         | 7 tháng 4, 2000   | 2    | 0   | Kemi City            |
| 2  | HV | Donervon Daniels         | 24 tháng 11, 1993 | 1    | 0   | Crewe Alexandra      |
| 16 | HV | Jernade Meade            | 15 tháng 10, 1992 | 0    | 0   | Dartford             |
|    |    |                          |                   |      |     |                      |
| 18 | TV | Alex Dyer                | 11 tháng 6, 1990  | 16   | 0   | Wealdstone           |
| 11 | TV | James Comley             | 24 tháng 1, 1991  | 13   | 1   | Maidenhead United    |
| 10 | TV | Brandon Comley           | 18 tháng 11, 1995 | 12   | 0   | Bolton Wanderers     |
| 17 | TV | Adrian Clifton           | 12 tháng 12, 1988 | 11   | 4   | Dagenham & Redbridge |
| 12 | TV | Matthew Whichelow        | 28 tháng 9, 1991  | 5    | 0   | Unattached           |
| 6  | TV | Rohan Ince               | 8 tháng 11, 1992  | 3    | 1   | Maidenhead United    |
| 4  | TV | Kaleem Simon             | 8 tháng 7, 1996   | 3    | 0   | Welling United       |
| 7  | TV | Matty Willock            | 20 tháng 8, 1996  | 1    | 0   | Gillingham           |
| 3  | TV | Lewis Duberry            | 7 tháng 3, 2003   | 0    | 0   | Shrewsbury Town      |
|    |    |                          |                   |      |     |                      |
| 20 | TĐ | Massiah McDonald         | 20 tháng 8, 1990  | 10   | 0   | Barwell              |
| 9  | TĐ | Lyle Taylor (đội trưởng) | 29 tháng 3, 1990  | 9    | 4   | Nottingham Forest    |
| 14 | TĐ | Jamie Allen              | 25 tháng 5, 1995  | 5    | 0   | F.C. Halifax Town    |
| 8  | TĐ | Seigel Rodney            | 2 tháng 10, 2003  | 0    | 0   | Hartpury University  |

### Triệu tập gần đây
Các cầu thủ dưới đây được triệu tập trong vòng 12 tháng.
| Vt | Cầu thủ               | Ngày sinh (tuổi) | Số trận | Bt | Câu lạc bộ          | Lần cuối triệu tập                  |
| -- | --------------------- | ---------------- | ------- | -- | ------------------- | ----------------------------------- |
|    |                       |                  |         |    |                     |                                     |
| HV | Michael Williams      | 5 tháng 2, 1988  | 14      | 0  | Stafford Rangers    | v. El Salvador, 28 tháng 3 năm 2021 |
|    |                       |                  |         |    |                     |                                     |
|    |                       |                  |         |    |                     |                                     |
| TĐ | Bradley Woods-Garness | 26 tháng 6, 1986 | 15      | 4  | Cầu thủ tự do       | v. El Salvador, 28 tháng 3 năm 2021 |
| TĐ | Spencer Weir-Daley    | 5 tháng 9, 1985  | 13      | 3  | Peterborough Sports | v. El Salvador, 28 tháng 3 năm 2021 |